# Erysipelothrix rhusiopathiae
Erysipelothrix rhusiopathiae es una especie de bacteria Gram positiva con morfología de bacilo. Distribuido por toda la Tierra, se considera que E. rhusiopathiae es primariamente un patógeno que causa una enfermedad denominada mal rojo en animales y erisipeloides en seres humanos. Los  pavos y cerdos son los más comúnmente afectados, pero también se ha descrito en aves, ovejas, peces y reptiles.
No confundir la erisipela porcina con la enfermedad humana denominada erisipela, ya que no es debida a E. rhusiopathiae sino a varios miembros bacterianos del género de Estreptococos, principalmente provocada por la especie Streptococcus pyogenes.

## Patogénesis
En los seres humanos, las infecciones causadas por E. rhusiopathiae se presentan comúnmente como una mancha cutánea rojiza denominada erisipeloide de Rosenbach. E. rhusiopathiae puede causar celulitis, principalmente entre personas que manipulan pescado o carne cruda. La bacteria se introduce en el cuerpo típicamente a través de abrasiones en la piel. La bacteriemia y endocarditis son secuelas muy poco frecuentes. Debido a que es una enfermedad rara en humanos, las infecciones por E. rhusiopathie son a menudo incorrectamente identificadas en el momento de la consulta.

## Tratamiento
La penicilina es el fármaco de elección; en los pacientes alérgicos a ella puede utilizarse eritromicina.